# 李僴
李僴（8世纪—762年5月16日），唐朝皇子，是唐肃宗李亨的第六子，生母是肃宗做太子时的太子妃韦妃，唐肃宗的嫡子。
生年不详，当在726年后。天宝五载（746年），舅舅韦坚被李林甫陷害，被处死于流放途中，父亲李亨则不得不与母亲韦妃离异。天宝年间，李僴以皇孙身份为颍川郡王，授太子詹事同正员。父亲唐肃宗登基后，于至德二载（757年）十二月，进封兖王。乾元三年（760年）四月，封兖王李僴北庭节度大使。宝应元年（762年），李僴去世。
根据《新唐书·肃宗代宗本纪》，李僴在肃宗临死前卷入张皇后和宦官李辅国的权力争斗，与二哥越王李係一同被李辅国率兵杀死。

## 延伸阅读
[在维基数据编辑]
 《舊唐書·卷116》，出自刘昫《舊唐書》